# Achromobacter xylosoxidans
Achromobacter xylosoxidans (früher Alcaligenes xylosoxidans) ist ein gramnegatives, aerobisches, Oxidase- und Katalase-positives motiles Bakterium mit Geißeln aus der Gattung Achromobacter. Es kommt im Allgemeinen in feuchten Umgebungen vor und kann Infektionen wie Bakteriämie verursachen, insbesondere bei Personen mit Mukoviszidose. Im Jahr 2013 wurde das vollständige Genom eines Stammes von A. xylosoxidans eines Patienten mit Mukoviszidose sequenziert.

## Merkmale
A. xylosoxidans ist ein gramnegatives Stäbchenbakterium, das keine Sporen bildet. Es ist beweglich, besitzt peritriche Geißeln, die es von Pseudomonas-Arten unterscheiden, und ist Oxidase-positiv, Katalase-positiv und Citrat-positiv sowie Urease- und Indol-negativ. Es produziert oxidativ Säure aus Xylose, jedoch nicht aus Lactose, Maltose, Mannit oder Saccharose. A. xylosoxidans wächst gut auf MacConkey-Agar und anderen wachstumshemmenden Medien wie Deoxycholat-, Salmonella-Shigella- und Cetrimid-Nalidixinsäure-Agar.
Das Bakterium ist in der Regel gegen eine Vielzahl von Antibiotika resistent, darunter Penicilline, Cephalosporine, Chinolone und Aminoglykoside. Ausnahmen sind Ampicillin und Carbenicillin, die beide Penicilline sind. Es ist unterschiedlich empfindlich gegenüber Tetracyclinen, Chloramphenicol, Trimethoprim-Sulfamethoxazol und Colistin.

## Pathogenität
A. xylosoxidans wurde ursprünglich von Patienten mit Mittelohrentzündung isoliert und ist seitdem regelmäßig als Krankheitserreger beim Menschen beschrieben worden. Neben Mittelohrentzündungen kann er eine Vielzahl anderer Infektionen verursachen, darunter Lungenentzündung, Pharyngitis, Peritonitis in Verbindung mit Kathetern für die Peritonealdialyse und Harnwegsinfektionen. Die Infektion steht manchmal im Zusammenhang mit einer zugrundeliegenden Immunschwäche, einschließlich Immunglobulin-M-Mangel, verschiedenen Chemotherapien bei Krebserkrankungen, inhalativen Steroiden, chirurgischen Eingriffen, längerer oder breit angelegter antimikrobieller Behandlung anderer Infektionen und Mukoviszidose. Das Bakterium ist auch eine Ursache für Krankenhausinfektionen.